# Louis de Sainte de Maréville
Vous pouvez aider à l'améliorer ou bien discuter des problèmes sur sa page de discussion.
- Certaines informations devraient être mieux reliées aux sources mentionnées dans la bibliographie ou les liens externes. Améliorez sa vérifiabilité en les associant par des références. (Marqué depuis novembre 2012)

Louis de Sainte de Maréville, né le 19 avril 1918 à Berre (aujourd'hui Berre-l'Étang) dans les Bouches-du-Rhône et mort le 1er juillet 1982 à Marseille, est un footballeur français évoluant au poste d'attaquant.
Il est aussi entraîneur-joueur lors de la saison 1959-1960 avec l'AS Gardanne.